# Romano Sion
Romano Sion (Paramaribo, 9 de junho de 1971) é um ex-futebolista surinamês que jogava como atacante.

## Carreira
Sion destacou-se atuando por Groningen e Compostela, onde chegou a marcar um hat-trick contra o Deportivo La Coruña num Dérbi da Galiza, em sua primeira temporada pelos Picheleiros.
Jogou também por Millwall, HFC Haarlem, SVV/Dordrecht'90, RBC Roosendaal, Emmen, Vitória de Guimarães, Rio Ave, Universidad de Las Palmas, WKE e PKC ’83. Encerrou sua carreira em 2008.

## Links
- Perfil em ForadeJogo